# Exoristoides mixta
Exoristoides mixta är en tvåvingeart som först beskrevs av Townsend 1935.  Exoristoides mixta ingår i släktet Exoristoides och familjen parasitflugor. Inga underarter finns listade i Catalogue of Life.